# Márcio May
Márcio May (n. Salete, Santa Catarina; 22 de mayo de 1972) es un ex-ciclista brasileño.
Es el único ciclista brasileño que ha participado en tres Juegos Olímpicos (Barcelona '92, Atlanta '96 y Atenas '04). Defendió la selección brasileña durante 16 años y ganó varias medallas para Brasil, incluyendo una medalla de bronce en la prueba de relevos 4 x 4000 en los Juegos Panamericanos de Mar del Plata en Argentina en 1995 y una medalla de bronce en la contrarreloj de los Juegos Panamericanos de Winnipeg en Canadá.
Pasó por los principales equipos brasileños, como Caloi (São Paulo) y Memorial de los Santos (Sao Paulo).
Desde 2005 compitió para el equipo Scott-Marcondes Cesar-São José dos Campos.
Se retiró de la competición el 6 de enero de 2008 en la Copa América de Ciclismo, celebrada en Río de Janeiro.

## Palmarés
1995
- 3.º en Juegos Panamericanos en Mar Del Plata 4x4000- Argentina

1997
- 2.º en los Campeonato Panamericano de Ciclismo en Ruta, Ruta
- Volta Ciclística Internacional de Santa Catarina

1998
- 3.º en los Campeonato Panamericano de Ciclismo en Ruta, Contrarreloj
- Volta Ciclística Internacional de Santa Catarina
- 1 etapa de la Vuelta Ciclista de Chile

1999
- 3.º en Juegos Panamericanos de Winnipeg
- 2.º en la clasificación final de la Vuelta Ciclista de Chile

2000
- 2.º en los Campeonato Panamericano de Ciclismo en Ruta, Contrarreloj

2001
- 2.º en el Campeonato de Brasil de Contrarreloj

2002
- 1 etapa de la Vuelta Ciclista de Chile
- 1 etapa de la Vuelta de Río de Janeiro

2003
- 2.º en el Campeonato de Brasil de Contrarreloj
- 3.º en el Campeonato de Brasil de Ruta

2004
- 2 etapas de la Volta de Ciclismo Internacional do Estado de São Paulo
- Vuelta de Río de Janeiro, más 1 etapa

2005
- 2.º en el Campeonato de Brasil Contrarreloj
- Tour de Santa Catarina, más 1 etapa

2006
- Vuelta de Paraná, más 1 etapa

2007
- 1 etapa del Tour de Santa Catarina